# Kim Young-dae
Dans ce nom coréen, le nom de famille, Kim, précède le nom personnel.
Kim Young-dae, né le 2 mars 1996, est un acteur et mannequin sud-coréen. En 2019, il occupe l'un des rôles principaux de la série Extraordinary You .
Le 17 octobre 2019, il défile pour la collection printemps-été 2020 Songzio Homme de Song Zio à la Fashion Week de Séoul, au Dongdaemun Design Plaza.

## Filmographie
Télévision
- 2018 : Office Watch 2 : livreur
- 2018 : Just Too Bored : Woo Seung Woo
- 2018 : Crushes Reverse
- 2018 : Room of Romance : le serveur
- 2018 : It's Okay To Be Sensitive : Do Hwan
- 2018 : Drama Special: The Time Left Between Us : Kim Min Shik
- 2019 : It's Okay To Be Sensitive 2 : Do Hwan
- 2019 : Item : Kim Sung Kyu / Kang Gon
- 2019 : Office Watch 3 : Yeon Ha Jun
- 2019 : Extraordinary You : Oh Nam-joo
- 2020 :  When the Weather Is Fine : Oh Young-woo
- 2020 :  The Penthouse: War in Life : Joo Seok-hoon
- 2020 :  Cheat on Me, if You Can  : Cha Soo-ho
- 2022 : Shooting Stars: Gong Tae-sung
- 2023 : Moon In The Day : Han Jun Oh
- 2024 : Pas de profit, pas d'amour : Kim Ji-wook